# Ammomanes
Ammomanes là một chi chim trong họ Alaudidae.

## Hình ảnh

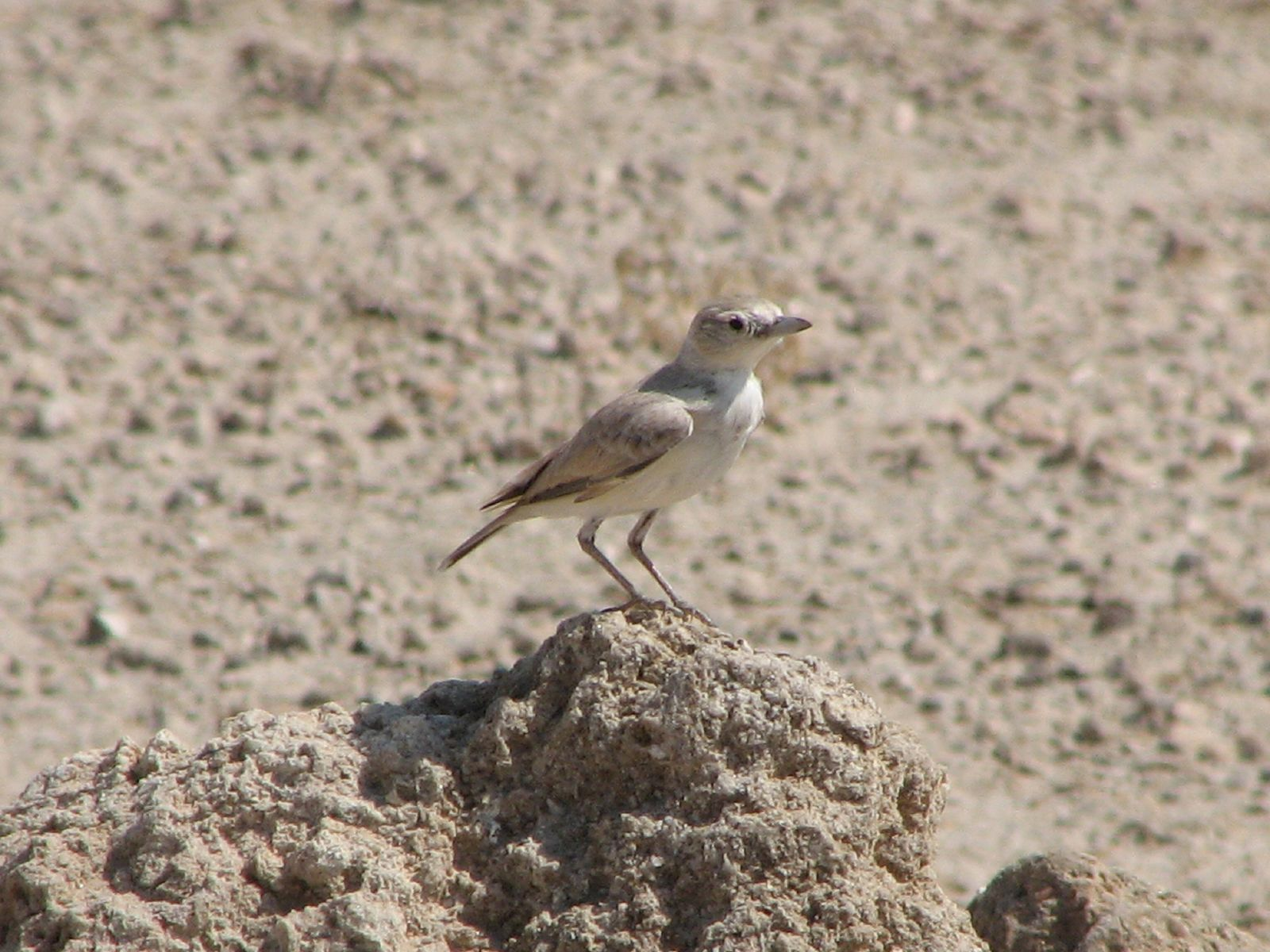
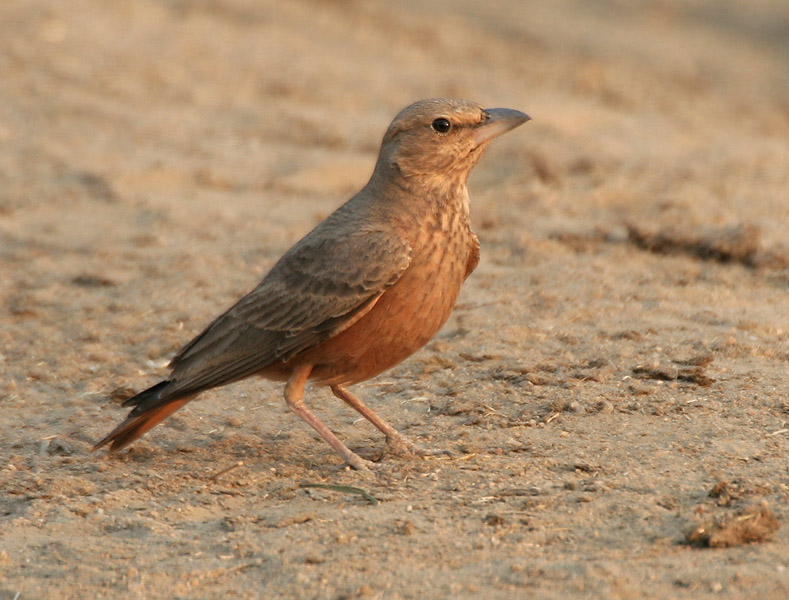
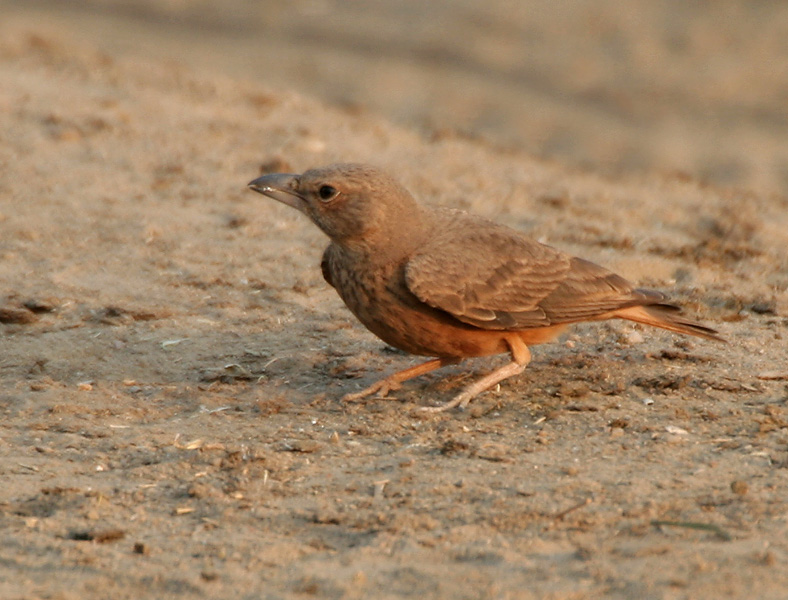